# Janetogalathea
Janetogalathea is een geslacht van kreeftachtigen uit de klasse van de Malacostraca (hogere kreeftachtigen).

## Soort
- Janetogalathea californiensis (Benedict, 1902)